# Purchase funnel

Ein typisches Beispiel für einen Sales-Funnel

Der Purchase funnel, oder Marketing-Funnel, ist ein kundenzentriertes Vermarktungsmodell. Es illustriert theoretisch den Prozess einer Kaufentscheidung.
Im Jahre 1898 entwickelte E. St. Elmo Lewis ein als AIDA-Modell bekanntes Ablaufschema. Der Sales Funnel verbindet das allgemeine Handlungsmodell von Lewis mit Kaufentscheidungen. Die erste Verwendung der Metapher des Trichters (engl. "funnel") in Verbindung mit dem  AIDA Modell ist im 1924 erschienenen Buch "Bond Salesmanship" von William W. Townsend  nachweisbar. Der Sales Funnel wird im Onlinemarketing auch als "Conversion Funnel" bezeichnet.